# Barina Vendel
Barina Vendel (Kuthen Vendel) (Kiskunhalas, 1834. október 20. – Tápiógyörgye, 1875. augusztus 3.) katolikus pap, költő.

## Élete
A kiskunhalasi gimnázium hat osztálya után a kalocsai papnövendék lett, Pécsett végzett. 1857. szeptember 19-én pappá szentelték, 13 évig káplánkodott Tápióbicskén és az Alföld több helyén. 1870-ben Tápiószentmártonba ment és előbb a plébánia adminisztrátora, később plébános lett; 1875-ben Tápiógyörgyére helyezték.

## Munkái
Csaknem kizárólag költészettel foglalkozott, az irodalomban Kuthen nevet használt. A következő lapok közölték verseit: Családi Lapok (ide elbeszélést írt), Magyar Néplap, Katholikus Hetilap (1855-től), Divatcsarnok (1861–1862), Fővárosi Lapok (1864).
Önálló munkái:
- Egy főispán családja. Regény. Irta Kuthen. Budapest, 1861. (Ism. Divatcsarnok 1861)
- Fehér Bandi. Ugyanott, 1865., valamint: Népiratkák 57., Szent István Társulat 1892.
- A végrendelet. Koszorúzott pályamű. Uo. év n.
- Ujabb költeményei. 1860–65. Uo. 1866.
- Isten újja, vagy egy szegény család története. Esztergom, 1868.
- Kuthen hátrahagyott költeményei. Kiadta Gyurinka Antal. Nagy-Kőrös, 1888. (A költő életrajzával és arcképével. Ism. M. Állam 101., 13., 132. sz. Halasi Híradó 31. Vasárnapi Ujság, 25. sz.)